# Trolejbusy w Sliwenie
Trolejbusy w Sliwenie − system komunikacji trolejbusowej działający w bułgarskim mieście Sliwen.
Trolejbusy w Sliwenie uruchomiono 24 maja 1986.

## Linie
W mieście istnieją 4 linie trolejbusowe.

## Tabor
Do obsługi sieci eksploatuje się 22 trolejbusy typu Škoda 14Tr.